# Smashing Four
Smashing Four je strategická online hra na mobilní platformy iOS a Android, kterou vyvíjelo české studio Geewa. Hra kombinuje prvky kulečníku a tahové strategie v 1v1 soubojích.
Hra využívá modelu free to play, je tedy distribuována zdarma s možností koupit si herní měnu prostřednictvím mikrotransakcí.